# Винкель Горн, Фредерик
Эрхард Фредерик Винкель Горн (дат. Erhard Frederik Winkel Horn; 19 июля 1845, Копенгаген — 18 ноября 1898, Копенгаген) — датский литературовед и переводчик.
Учился у Свена Грундтвига и Й. Я. А. Ворсо, в 1868 г. защитил магистерскую диссертацию по древней истории скандинавского региона. Первоначально занимался археологией, в 1874 г. опубликовал книгу «Человек в доисторическую эпоху» (дат. Mennesket i den forhistoriske Tid), основанную на «Доисторических временах» Джона Леббока, но более развёрнуто излагающую скандинавский материал. Из последующих трудов Винкеля Горна наиболее значительный — двухтомная «История датской литературы» (дат. Den danske litteraturs historie; 1881).
Горн осуществил новый перевод хроники Саксона Грамматика «Деяния данов» на датский язык, издание хроники 1898 проиллюстрировал норвежский художник Луис Му, его работы считаются лучшими иллюстрациями к «Деяниям данов». Среди других переводов Винкеля Горна — эссе Томаса Маколея, сказки Захарии Топелиуса, роман Александра Дюма «Три мушкетёра».